# Jenny Han

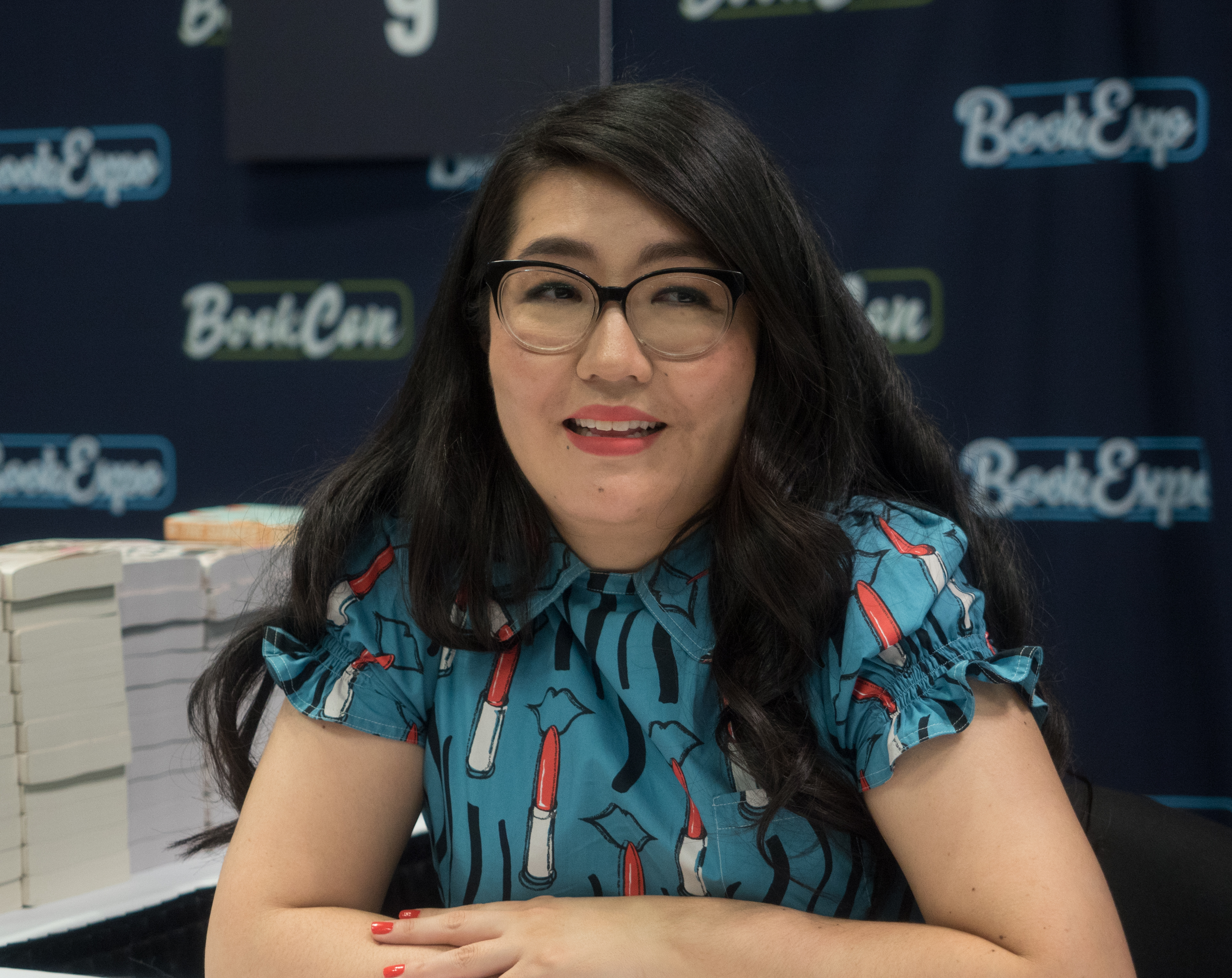
Jenny Han (2019)

Jenny Han (geboren 3. September 1980 in Richmond, Virginia) ist eine  US-amerikanische Autorin und Filmproduzentin. Sie wurde bekannt durch ihren Jugendroman Der Sommer, als ich schön wurde (Originaltitel: The Summer I Turned Pretty, 2010), das erste Buch ihrer Sommer-Trilogie. Die Buchreihe wurde 2022 verfilmt, vom 17. Juli 2022 bis zum 18. August 2023 erschien die Serie Der Sommer, als ich schön wurde auf Prime Video. An dieser Produktion war sie sowohl als Drehbuchautorin wie auch Produzentin maßgeblich beteiligt.

## Werke (Auswahl)
- Auge um Auge. Carl Hanser Verlag, München 2013, ISBN 978-3-446-24508-2. (Burn for burn. 2012. Simon & Schuster Verlag)
- To All the Boys I've Loved Before. Carl Hanser Verlag, München 2016, ISBN 978-3-446-25081-9. (englische Auflage: 2014. Simon & Schuster Verlag)
- P.S. I Still Love You. Carl Hanser Verlag, München 2017, ISBN 978-3-446-25480-0. (englische Auflage: 2015. Simon & Schuster Verlag)
- Always and Forever, Lara Jean. Carl Hanser Verlag, München 2018, ISBN 978-3-446-25865-5. (englische Auflage: 2017. Simon & Schuster Verlag)
- Feuer und Flamme. Carl Hanser Verlag, München 2014, ISBN 978-3-446-24651-5. (Fire and Fire. 2013. Simon & Schuster Verlag)
- Asche zu Asche. Carl Hanser Verlag, München 2015,  ISBN 978-3-446-24742-0. (Ashes to Ashes. 2014. S&S Books For Young Readers Verlag)

### Sommer-Trilogie
- Der Sommer, als ich schön wurde. Carl Hanser Verlag, München 2011, ISBN 978-3-446-23660-8. (The Summer I Turned Pretty. 2009. Simon & Schuster Verlag)
- Ohne Dich kein Sommer. Carl Hanser Verlag, München 2012, ISBN 978-3-446-23892-3. (It's Not Summer Without You. 2010. Simon & Schuster Verlag)
- Der Sommer, der nur uns gehörte. Carl Hanser Verlag, München 2012, ISBN 978-3-446-24010-0. (We'll Always Have Summer. 2011. Simon & Schuster Verlag)

## Filme und Serien
- 2018: To All the Boys I’ve Loved Before
- 2020: To All the Boys: P.S. I Still Love You
- 2021: To All the Boys: Always and Forever
- 2022–2023: Der Sommer, als ich schön wurde (The Summer I Turned Pretty, Prime Video)
- seit 2023: Xo, Kitty (Netflix)